# Waterpas (bouwkunde)

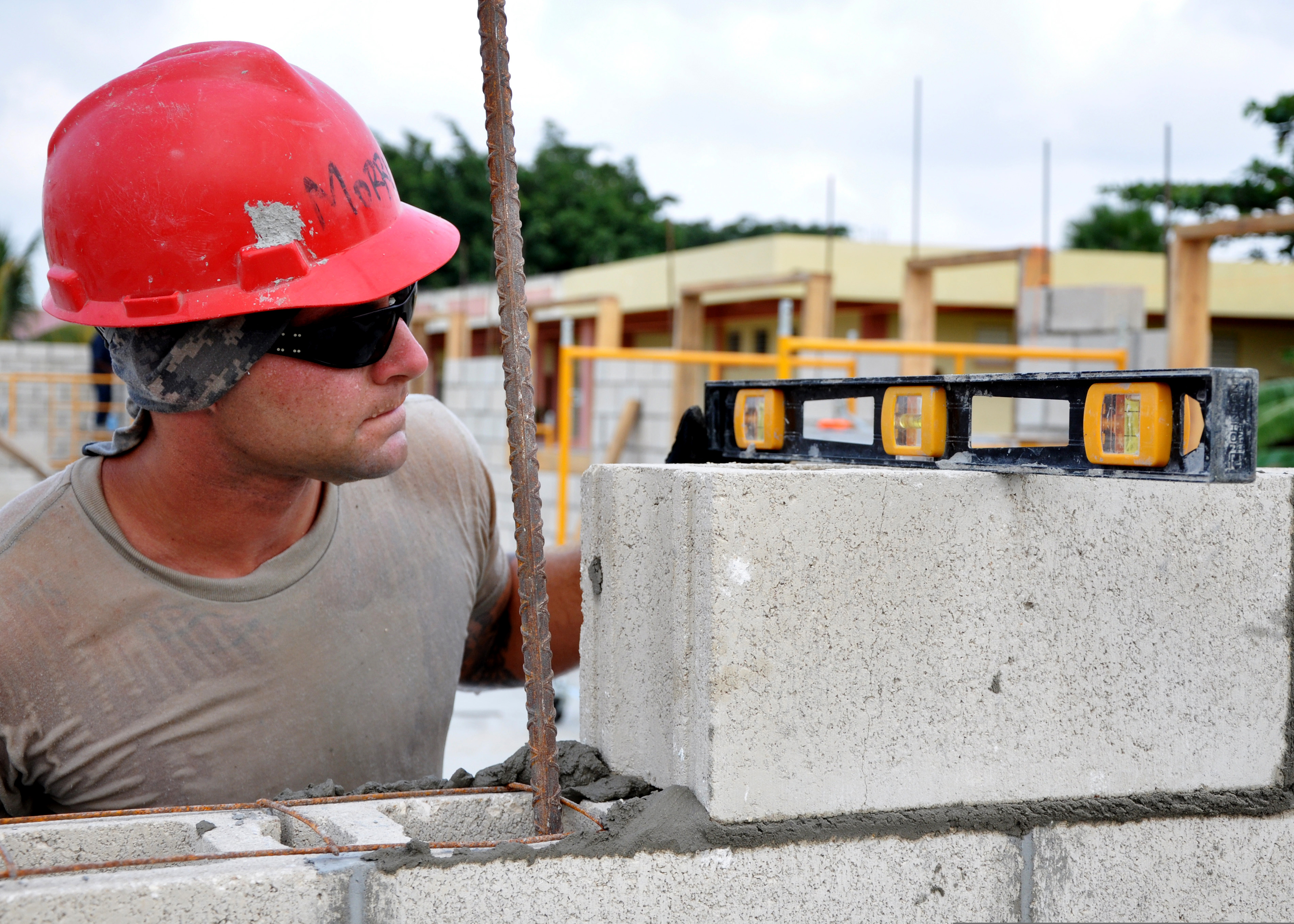
Gebruik van een waterpas

Een waterpas, ook bekend als timmermanswaterpas, is een meetinstrument dat wordt gebruikt in de bouwkunde om te bepalen of een vlak of lijn zo precies mogelijk horizontaal ligt.

Werking van de libel in een waterpas

De waterpas bestaat uit een balk van metaal, hout of kunststof waarin een zogenaamde libel is bevestigd. De libel is het iets gekromde, doorzichtige buisje, gevuld met een lichtgekleurde vloeistof (meestal ethanol). In het midden van dit buisje zijn twee streepjes aangebracht met een tussenruimte gelijk aan de afmeting van de luchtbel. Het buisje is zodanig in de balk bevestigd dat wanneer de balk precies horizontaal is geplaatst op een oppervlak de luchtbel zich precies tussen de twee streepjes bevindt. Er is sprake van het meten van de richting van de zwaartekracht. Vloeistofoppervlakken in rust staan loodrecht op de richting van de zwaartekracht. Is het oppervlak niet precies horizontaal, dan ligt de luchtbel niet tussen de streepjes.
Een waterpas kan ook worden gebruikt om te bepalen of een object precies verticaal is, met een waterpas waarin de libel loodrecht op de lengterichting van de waterpas is bevestigd. Evenzo kan men een object onder een hoek van 45° meten wanneer de libel onder die hoek met de lengterichting is bevestigd.

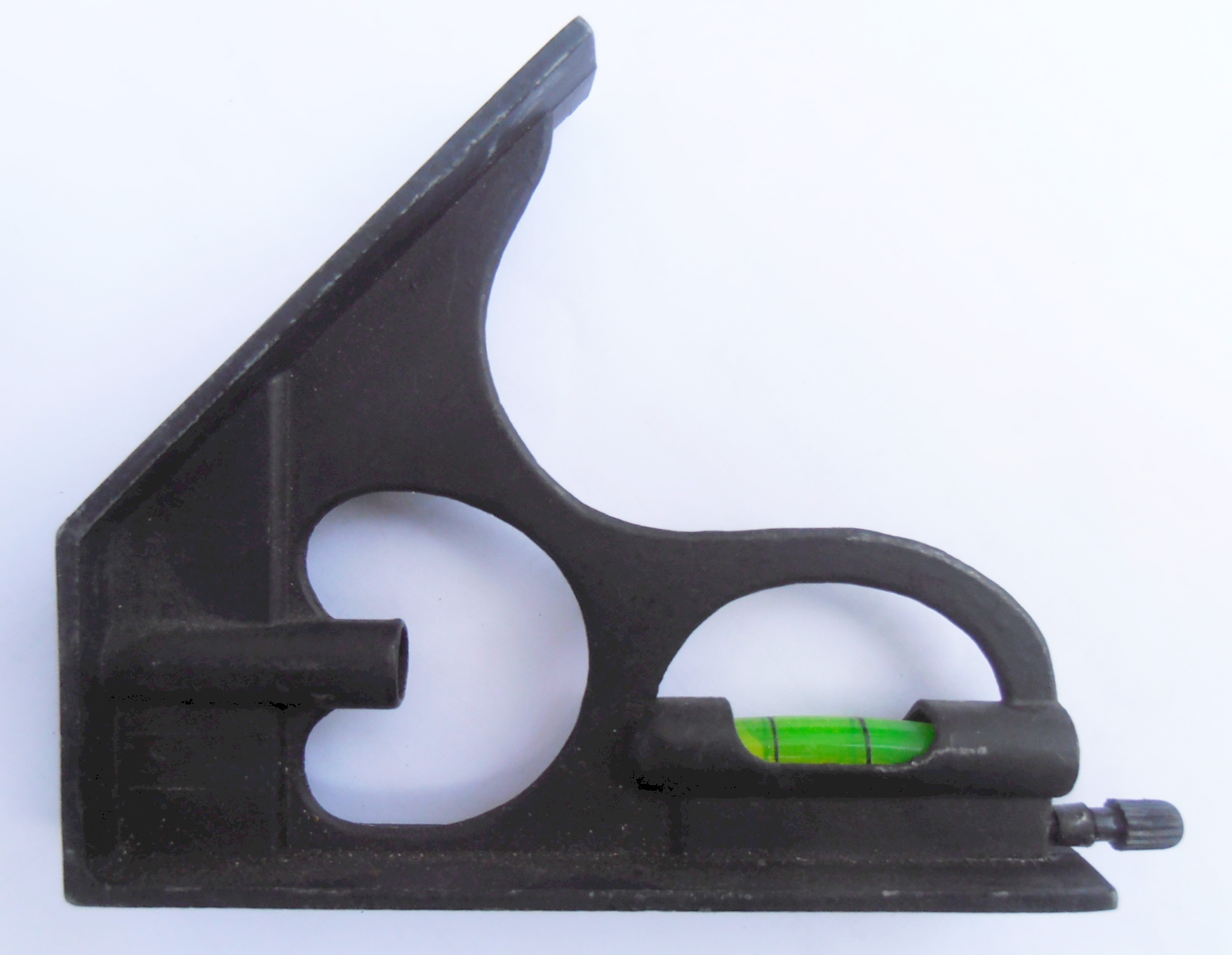
Waterpas voor het meten van 45°

De term waterpas is zowel onzijdig als mannelijk en kan dus met "het" of "de" worden aangeduid. Hoewel de benaming anders doet denken is het gebruik van water minder geschikt daar dit uitzet bij bevriezing en het glazen buisje kan doen barsten.

## Gebruik
Als de waterpas op het te controleren oppervlak wordt geplaatst en de bel in het buisje staat tussen de streepjes, dan is de stand waterpas. Of een waterpas correct meet wordt gecontroleerd door het waterpas op te stellen, af te lezen, een halve slag (180°) te draaien en opnieuw af te lezen. Geeft de waterpas in beide posities een gelijke stand (dat wil zeggen afwijking van de horizontaal) dan is het waterpas goed. Zijn de twee standen niet gelijk, dan kan de fout van de waterpas hersteld worden door met de stelschroefjes naast de libel het halve verschil weg te regelen.
De waterpas wordt veelvuldig gebruikt in de bouw voor het stellen van deuren, kozijnen, muren etc. Voor de grotere objecten gebruikt men dan een zogenaamde stelwaterpas, een waterpas van grotere lengte (bijvoorbeeld 180 cm). Ook in de installatietechniek gebruikt men het waterpas voor het opstellen van toestellen en de aanleg van leidingen.

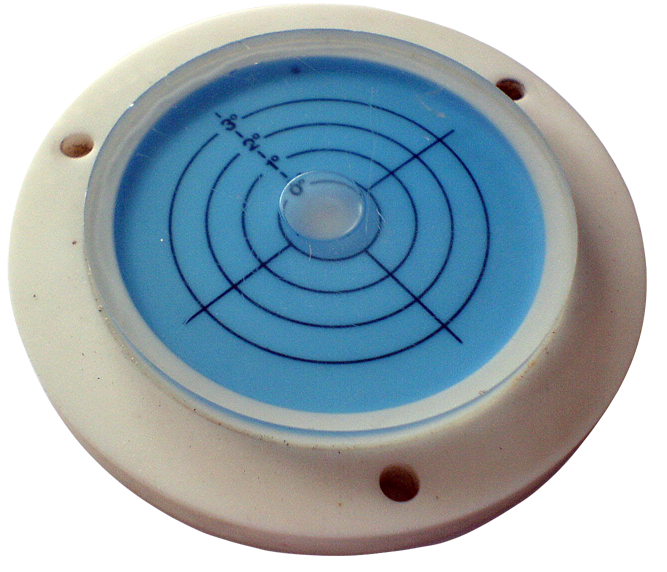
In alle richtingen werkende libel

Een minder nauwkeurig soort waterpas is het doosniveau. Het bepaalt het horizontale vlak in alle richtingen tegelijk.

## Geschiedenis

### Loodrei

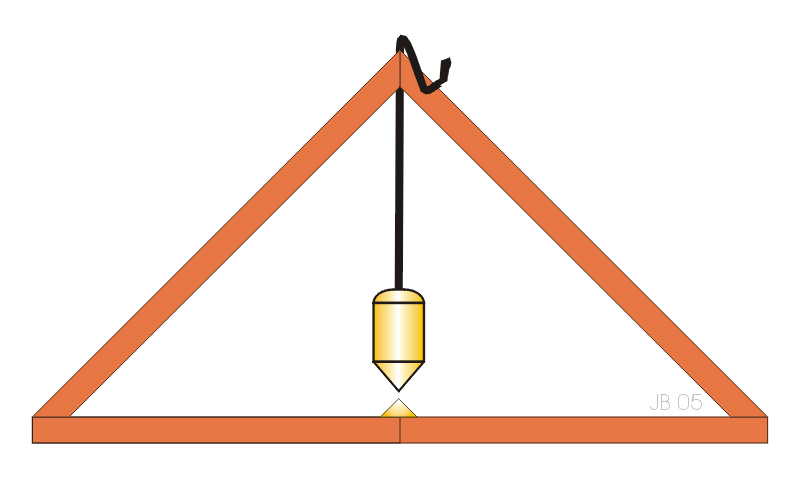
Principe van een loodrei

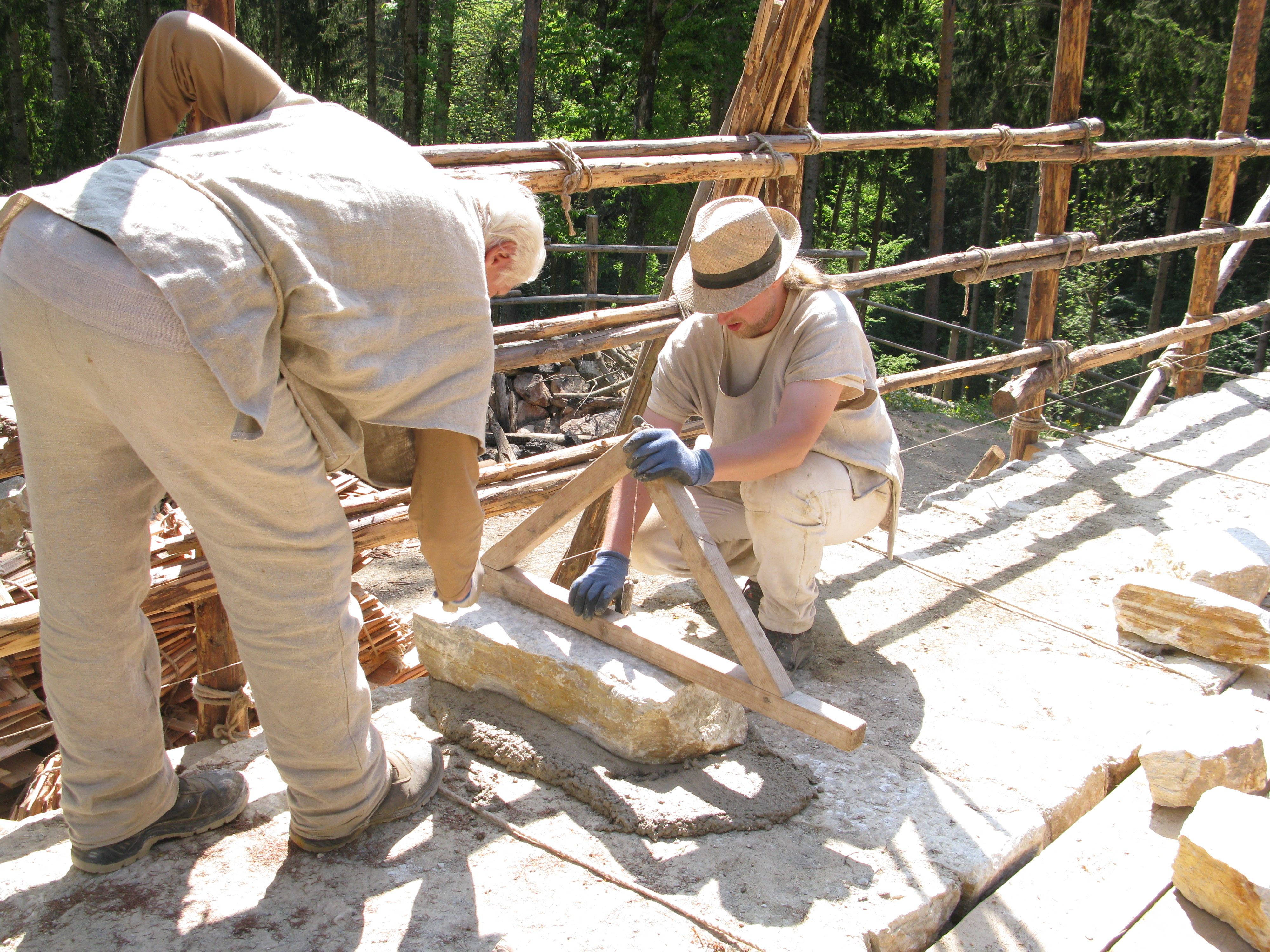
Loodrei in gebruik

Een voorloper van de waterpas is de loodrei, een gelijkzijdige of rechthoekige gelijkbenige driehoek, met de basis uitgevoerd als nauwkeurige rei en vanuit de tophoek een schietlood. Een merkteken in het midden van de basis markeert de positie van het lood waarbij de basis horizontaal is. Een andere uitvoering is in de vorm van een omgekeerde T.

### Waterpas met libel
De waterpas met libel is uitgevonden door de Franse natuurkundige en schrijver Melchisédec of Melchisédech Thévenot. Hij was rijk en had goede connecties. Later kwam hij in dienst van Lodewijk XIV. Uit zijn correspondentie met Christiaan Huygens blijkt dat hij zijn uitvinding deed enige tijd voor 2 februari 1661.

## Waterpasinstrumenten voor grotere afstanden
Voor grotere afstanden zijn andere typen instrumenten geschikter, zoals laserwaterpassen. Landmeters gebruiken een waterpasinstrument, een soort verrekijker met een libel. Hiermee wordt het hoogteverschil tussen twee meetpunten gemeten door een op die punten verticaal opgestelde baak (een soort meetlat) af te lezen.
Een makkelijk zelf te maken soort waterpas is de slang- of flesjeswaterpas. Dit bestaat uit een gewone tuinslang gevuld met water. Een doorzichtige slang met troebel water maakt het aflezen eenvoudiger. De werking berust op de wet van de communicerende vaten. Dat is ook het geval met de flesjes-uitvoering. Daarbij zit aan beide uiteinden een glaasje met een afleesmogelijkheid. Een dergelijk waterpas is bijzonder handig om over grotere afstanden nauwkeurig twee objecten op dezelfde hoogte aan te brengen of te stellen, mits alle lucht uit de tuinslang is. Grote uitvoeringen hiervan zijn gebruikt voor het bepalen van hoogteverschillen tussen bijvoorbeeld de Waddeneilanden en het Nederlandse vaste land. Dit wordt ook wel hydrostatisch waterpassen genoemd. De zogenaamde ijswaterpassing berust op hetzelfde principe van communicerende vaten, maar dan zonder slang.